# Meringostylus chiquitanus
Meringostylus chiquitanus är en tvåvingeart som beskrevs av Lindner 1930. Meringostylus chiquitanus ingår i släktet Meringostylus och familjen vapenflugor.
Artens utbredningsområde är Bolivia. Inga underarter finns listade i Catalogue of Life.